# Gameleira (kommun)
Gameleira är en kommun i Brasilien.   Den ligger i delstaten Pernambuco, i den östra delen av landet, 1 600 km nordost om huvudstaden Brasília. Antalet invånare är 27 915.
Följande samhällen finns i Gameleira:
- Gameleira

Omgivningarna runt Gameleira är en mosaik av jordbruksmark och naturlig växtlighet. Runt Gameleira är det ganska glesbefolkat, med 50 invånare per kvadratkilometer.